# 国鉄タキ24800形貨車
国鉄タキ24800形貨車（こくてつタキ24800がたかしゃ）は、かつて日本国有鉄道（国鉄）及び1987年（昭和62年）4月の国鉄分割民営化後は日本貨物鉄道（JR貨物）に在籍した私有貨車（タンク車）である。

## 概要
本形式は、硫化ソーダ液専用の35t 積タンク車として1974年（昭和49年）8月28日に3両（タキ24800 - タキ24802）が、富士重工業の1社のみで製作された。
硫化ソーダ液を専用種別とする貨車は、本形式が唯一の存在であった。
所有者は、日本石油輸送の1社のみでありその常備駅は福島県の郡山駅であった。
1979年（昭和54年）10月より化成品分類番号「侵81」（侵食性の物質、腐食性物質、危険性度合2（中））が標記された。
積荷は強アルカリ性の腐食性が強い性質のため耐候性高張力鋼製のタンクの内面に3mmのゴムライニングを施した。また保冷のための厚さ50mmのグラスウール断熱材を巻き、薄鋼板製のキセ（外板）が設置された。
荷役方式は、タンク上部のマンホールからの上入れ、液出管と空気管使用による上出し方式であり、両管はS字管を装備している。
車体色は黒色、寸法関係は全長は12,300mm、全幅は2,633mm、全高は3,755mm、軸距は8,200mm、自重は16.4t、換算両数は積車5.0、空車1.6であり、台車は平軸受・コイルばね式のTR41E-12である。
1987年（昭和62年）4月の国鉄分割民営化時には全車がJR貨物に継承され、1995年（平成7年）度末時点では2両（タキ24800・タキ24801）が現存していたが、2001年（平成13年）4月に2両とも廃車となり同時に形式消滅となった。